# Puchar Niemiec w piłce siatkowej mężczyzn (2018/2019)
Puchar Niemiec w piłce siatkowej mężczyzn 2018/2019 (niem. DVV-Pokal der Männer 2018/2019) – 47. sezon rozgrywek o siatkarski Puchar Niemiec. Zainaugurowany został 21 października 2018 roku i trwał do 24 lutego 2019 roku. Brały w nim udział kluby z 1. Bundesligi oraz 2. Bundesligi.
Rozgrywki składały się z rundy kwalifikacyjnej, 1/8 finału, ćwierćfinałów, półfinałów oraz finału. Drużyny grające w 1. Bundeslidze udział w Pucharze Niemiec rozpoczęły od 1/8 finału.
Finał odbył się 24 lutego 2019 roku w SAP Arena w Mannheim. Puchar Niemiec zdobył klub VfB Friedrichshafen, który w finale pokonał SVG Lüneburg.

## Drużyny uczestniczące
| 1. Bundesliga 11 drużyn         | 1. Bundesliga 11 drużyn |
| ------------------------------- | ----------------------- |
| Berlin Recycling Volleys        | półfinał                |
| Helios Grizzlys Giesen          | ćwierćfinał             |
| Hypo Tirol Alpenvolleys Haching | 1/8 finału              |
| Netzhoppers SolWo Königspark KW | ćwierćfinał             |
| SVG Lüneburg                    | finał                   |
| SWD powervolleys Düren          | półfinał                |
| TV Rottenburg                   | 1/8 finału              |
| United Volleys Frankfurt        | ćwierćfinał             |
| VfB Friedrichshafen             | zwycięstwo              |
| Volleyball Bisons Bühl          | 1/8 finału              |
| WWK Volleys Herrsching          | ćwierćfinał             |

| 2. Bundesliga Nord 4 drużyny | 2. Bundesliga Nord 4 drużyny |
| ---------------------------- | ---------------------------- |
| FC Schüttorf 09              | 1/8 finału                   |
| Moerser SC                   | 1/8 finału                   |
| SV Lindow-Gransee            | runda kwalifikacyjna         |
| SV Warnemünde                | runda kwalifikacyjna         |
| 2. Bundesliga Süd 4 drużyny  |                              |
| Blue Volleys Gotha           | 1/8 finału                   |
| Heitec Volleys Eltmann       | runda kwalifikacyjna         |
| TGM Mainz-Gonsenheim         | 1/8 finału                   |
| TSV Mimmenhausen             | 1/8 finału                   |

## Rozgrywki

### Runda kwalifikacyjna
| 21.10.2018    | Moerser SC | 3:0 (25:23, 25:22, 25:21) | SV Lindow-Gransee | Sporthalle Adolfinum, Moers                       |  |
| 16:00 (UTC+2) |            |                           |                   | Widzów: 109 Sędziowie: Thomas Kirn i Stefan Preyß |  |

| 21.10.2018    | FC Schüttorf 09 | 3:0 (29:27, 25:18, 25:20) | SV Warnemünde | Vechtesporthalle, Schüttorf                           |  |
| 16:00 (UTC+2) |                 |                           |               | Widzów: 245 Sędziowie: Michael Schöner i Thomas Asche |  |

| 21.10.2018    | Blue Volleys Gotha | 3:2 (21:25, 21:25, 31:29, 25:21, 15:13) | Heitec Volleys Eltmann | Ernestiner Sporthalle, Gotha                      |  |
| 16:00 (UTC+2) |                    |                                         |                        | Widzów: 200 Sędziowie: Mathias Wenzel i Anja Dahl |  |

### 1/8 finału
| 04.11.2018    | Moerser SC | 1:3 (18:25, 25:23, 23:25, 17:25) | United Volleys Frankfurt | ENNI Sportpark Rheinkamp, Moers                                                                          |  |
| 15:30 (UTC+1) |            |                                  |                          | Widzów: 427 Sędziowie: Markus Zyber i Sabine Witte MVP: Gold: Moritz Karlitzek / Silber: David Seybering |  |

| 03.11.2018    | FC Schüttorf 09 | 0:3 (19:25, 19:25, 15:25) | SVG Lüneburg | Vechtesporthalle, Schüttorf                                                                         |  |
| 20:00 (UTC+1) |                 |                           |              | Widzów: 675 Sędziowie: Stefan Preyß i Ute Fischer MVP: Gold: Michel Schlien / Silber: Daniel Górski |  |

| 04.11.2018    | Netzhoppers SolWo Königspark KW | 3:0 (25:22, 31:29, 25:21) | Volleyball Bisons Bühl | Landkost-Arena Bestensee, Bestensee                                                                      |  |
| 16:00 (UTC+1) | Casey Adam Schouten 15 pkt      |                           | Bruno Lima 25 pkt      | Widzów: 323 Sędziowie: Ralph Barnstorf i Janita Richter MVP: Gold: Luke Thomas Herr / Silber: Bruno Lima |  |

| 03.11.2018    | TGM Mainz-Gonsenheim | 0:3 (17:25, 16:25, 21:25) | Berlin Recycling Volleys | Sporthalle Weserstraße, Moguncja                                                                       |  |
| 19:00 (UTC+1) |                      |                           |                          | Widzów: 400 Sędziowie: Thomas Kriehn i Axel Borchwaldt MVP: Gold: Kyle Russell / Silber: Jörn Freiwald |  |

| 03.11.2018    | Blue Volleys Gotha | 0:3 (23:25, 19:25, 15:25) | Helios Grizzlys Giesen | Ernestiner Sporthalle, Gotha                                                                     |  |
| 19:00 (UTC+1) |                    |                           |                        | Widzów: 250 Sędziowie: Lars Wuhnow i Marcus Weiß MVP: Gold: Jérôme Clère / Silber: Robert Werner |  |

| 04.11.2018    | SWD powervolleys Düren  | 3:0 (25:19, 25:21, 26:24) | Hypo Tirol Alpenvolleys Haching | Arena Kreis Düren, Düren                                                                                 |  |
| 18:00 (UTC+1) | Sebastián Gevert 18 pkt |                           | Hugo de Leon Guimarães 15 pkt   | Widzów: 1956 Sędziowie: Nils Weickert i Jennifer Hesse MVP: Gold: Romāns Saušs / Silber: Matthew Pollock |  |

| 03.11.2018    | TSV Mimmenhausen        | 0:3 (13:25, 11:25, 18:25) | WWK Volleys Herrsching | Bildungszentrum Salem, Salem                                                                           |  |
| 20:00 (UTC+1) | Christian Pampel 14 pkt |                           | Griffin Shields 13 pkt | Widzów: 1069 Sędziowie: Vesselin Stanev i Jan Opitz MVP: Gold: Johannes Tille / Silber: Jonas Hoffmann |  |

| 04.11.2018    | TV Rottenburg     | 0:3 (19:25, 19:25, 20:25) | VfB Friedrichshafen                             | Paul Horn-Arena, Tybinga                                                                                       |  |
| 17:00 (UTC+1) | Tim Grozer 10 pkt |                           | Philipp Collin 11 pkt David Sossenheimer 11 pkt | Widzów: 1500 Sędziowie: Srdjan Arsic i Erik Scheu MVP: Gold: David Sossenheimer / Silber: Alex Duncan-Thibault |  |

### Ćwierćfinały
| 25.11.2018    | United Volleys Frankfurt | 1:3 (14:25, 22:25, 25:17, 19:25) | SVG Lüneburg        | Fraport Arena, Frankfurt nad Menem                                                                   |  |
| 16:00 (UTC+1) | Milija Mrdak 26 pkt      |                                  | Ryan Sclater 23 pkt | Widzów: 1187 Sędziowie: Stephan Müller i Sabine Witte MVP: Gold: Ryan Sclater / Silber: Milija Mrdak |  |

| 25.11.2018    | Netzhoppers SolWo Königspark KW | 0:3 (20:25, 22:25, 19:25) | Berlin Recycling Volleys | Landkost-Arena Bestensee, Bestensee                                                                    |  |
| 16:00 (UTC+1) | Casey Adam Schouten 23 pkt      |                           | Benjamin Patch 12 pkt    | Widzów: 736 Sędziowie: Munir Fattah i Oliver Kraft MVP: Gold: Nicolas Le Goff / Silber: Kenneth Rooney |  |

| 24.11.2018    | WWK Volleys Herrsching | 0:3 (13:25, 14:25, 19:25) | VfB Friedrichshafen  | Nikolaushalle, Herrsching am Ammersee                                                                     |  |
| 19:00 (UTC+1) | Bryan Fraser 8 pkt     |                           | Jakob Günthör 12 pkt | Widzów: 1000 Sędziowie: Gregor Bösenberg i Benedikt Geukes MVP: Gold: Jakub Janouch / Silber: Alpár Szabó |  |

| 24.11.2018    | Helios Grizzlys Giesen | 1:3 (26:24, 20:25, 19:25, 19:25) | SWD powervolleys Düren  | Volksbank-Arena Hildesheim, Hildesheim                                                              |  |
| 19:00 (UTC+1) | Jérôme Clère 22 pkt    |                                  | Sebastián Gevert 25 pkt | Widzów: 873 Sędziowie: Andre Zander i Henning Schaum MVP: Gold: Tomáš Kocian / Silber: Jérôme Clère |  |

### Półfinały
| 13.12.2018    | SVG Lüneburg        | 3:2 (18:25, 22:25, 26:24, 25:19, 15:13) | Berlin Recycling Volleys | CU Arena, Hamburg                                                                                    |  |
| 18:10 (UTC+1) | Ryan Sclater 25 pkt |                                         | Adam White 25 pkt        | Widzów: 1400 Sędziowie: Sabine Witte i Ute Fischer MVP: Gold: Ryan Sclater / Silber: Nicolas Rossard |  |

| 13.12.2018    | VfB Friedrichshafen       | 3:1 (25:20, 22:25, 25:19, 25:22) | SWD powervolleys Düren                      | ZF-Arena, Friedrichshafen                                                                                 |  |
| 18:00 (UTC+1) | David Sossenheimer 26 pkt |                                  | Sebastián Gevert 16 pkt Romāns Saušs 16 pkt | Widzów: 1385 Sędziowie: Stephan Müller i Erik Scheu MVP: Gold: Daniel Malescha / Silber: Florian Lacassie |  |

### Finał
| 24.02.2019    | SVG Lüneburg       | 0:3 (23:25, 18:25, 16:25) | VfB Friedrichshafen          | SAP Arena, Mannheim                                    |  |
| 13:30 (UTC+1) | Cody Kessel 13 pkt |                           | Atanasis Protopsaltis 14 pkt | Widzów: 10287 Sędziowie: Munir Fattah i Stephan Müller |  |

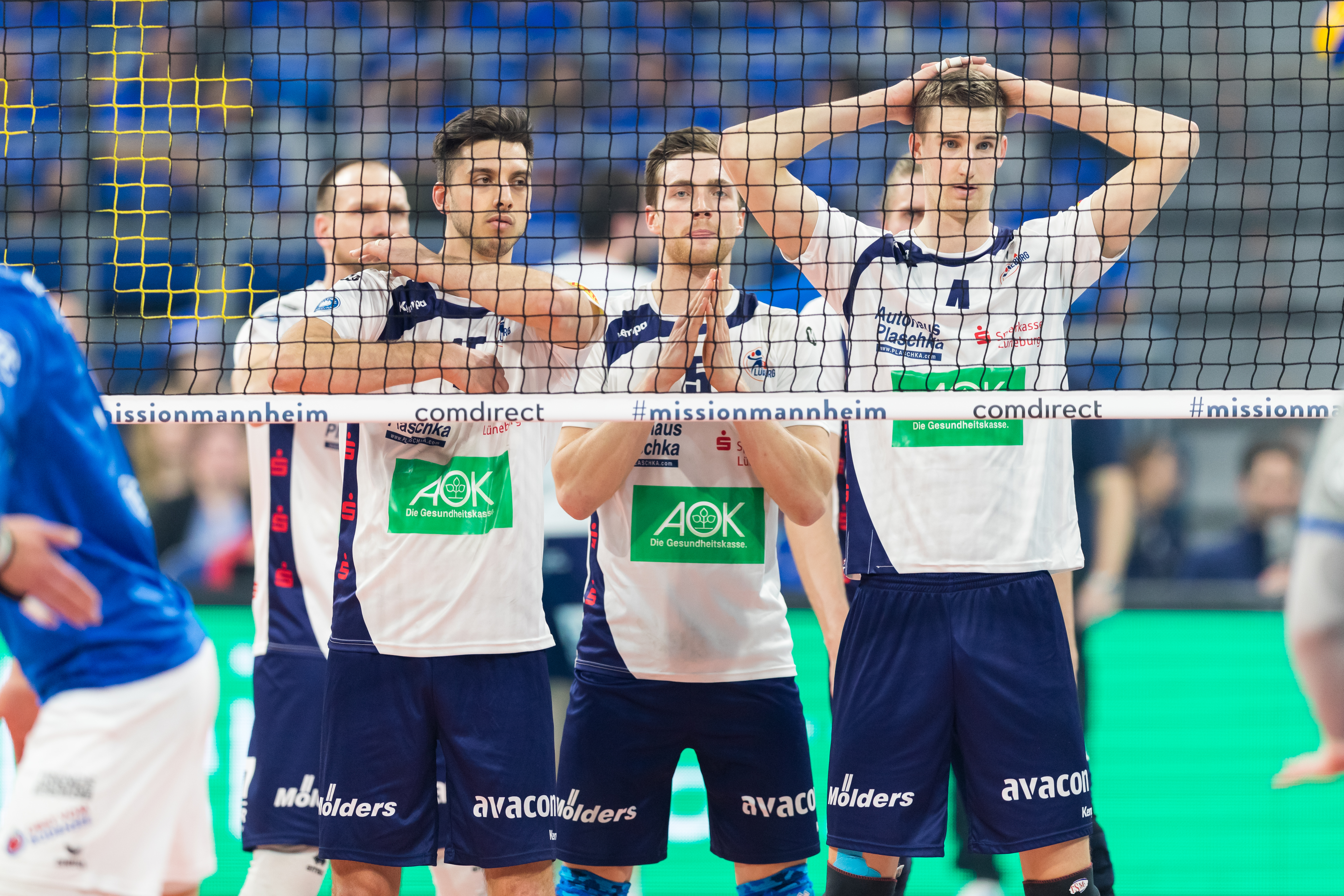
Zawodnicy SVG Lüneburg finalistami Pucharu Niemiec w sezonie 2018/2019

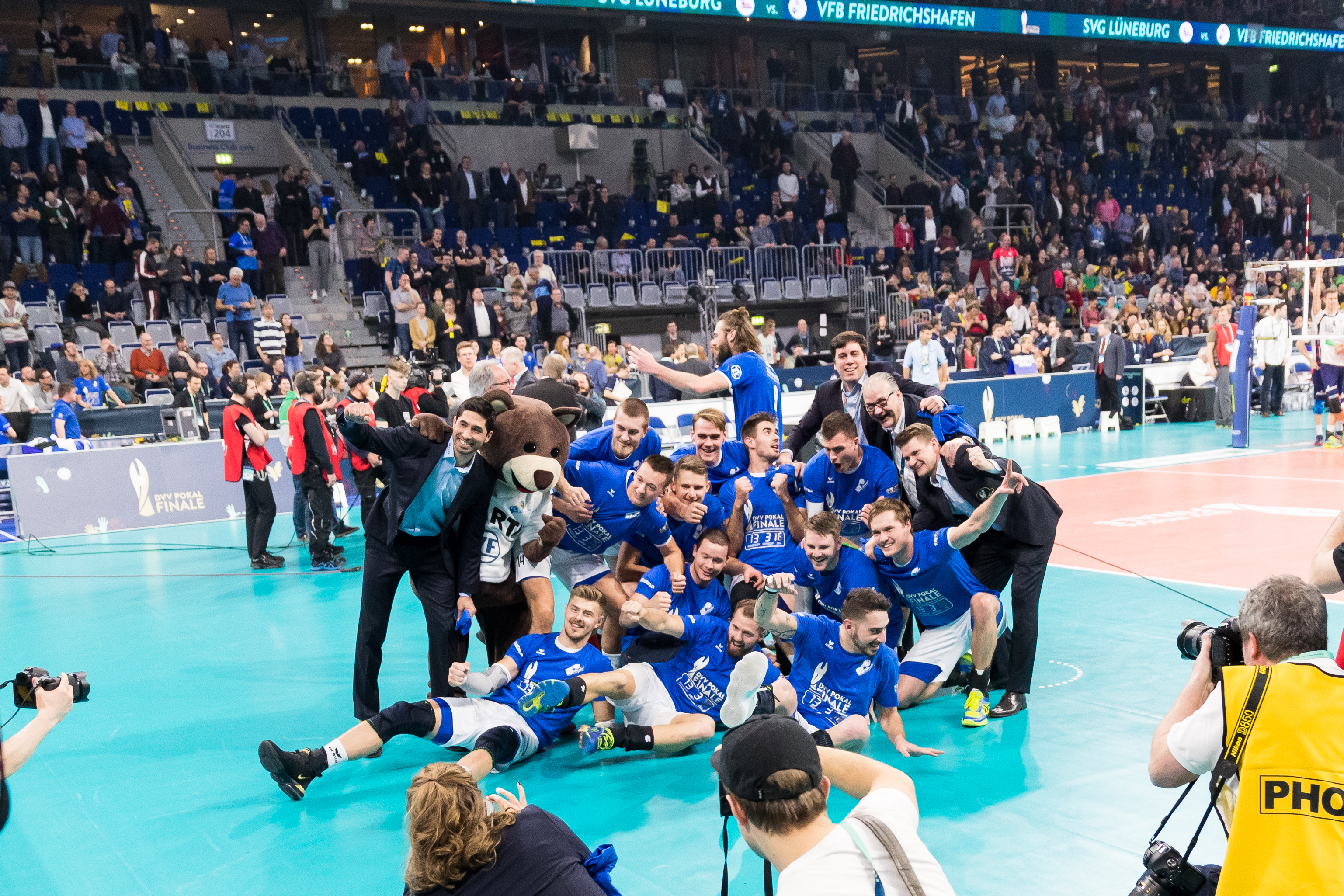
VfB Friedrichshafen zwyciezcą Pucharu Niemiec w sezonie 2018/2019